# Tall Daww (dystrykt)
Tall Daww – jedna z 7 jednostek administracyjnych drugiego rzędu (dystrykt) muhafazy Hims w Syrii. Powstał w roku 2010, gdy z dystryktu Hims wydzielono gminy Kafr Laha i Al-Kabu.
W 2004 roku obszar obecnego dystryktu zamieszkiwało 90 139 osób.